# Fouad Joumblatt
Pour les autres membres de la famille, voir Famille Joumblatt.
Fouad Joumblatt (فؤاد جنبلاط) est un homme politique libanais né en 1885, chef des druzes et gouverneur du Chouf au Liban au début du XXe siècle. Il est le père de Kamal Joumblatt et le grand-père de Walid Joumblatt. Il est assassiné le 6 août 1921.